# 와글와글
와글와글은 소셜 네트워킹 서비스(SNS)를 기반으로 한 쇼핑 커뮤니티로, 웹 2.0의 개념을 도입했다.